# حمدي حدة
حمدي حدة (26 فبراير 1969-) في كاين، فرنسا، ممثل ومسرحي تونسي-فرنسي أُشتهر بدوره في مسلسل ليام.

## أعماله

### السينما

#### الأفلام الطويلة
- 2011: فيلم حكايات تونسية[2] لندى المازني حفيظ بدور مو

- 2012: ما نموتش[3] لالنوري بوزيد بدور المسير

- 2016: زهرة حلب[4] لرضا الباهي

- 2016: «وه!»[5] لأسمهان الأحمر بدور مجيد

#### أفلام قصيرة
- 2008: سويعة آذان لممدوح بن عبد الغفار[6] (بالفرنسية: sos muezzin) لمحمود بن عبد الغفار

#### الأفلام التلفزية
- 2012: الهروب من قرطاج لمديح بالعيد

### المسلسلات
- 2009: شوفلي حل[7](الموسم الخامس) للعبد القادر الجربي بدور المصور
- 2009: مكتوب (الموسم 2) للسامي الفهري بور الطبيب[8]
- 2010: دار الخلاعة لأحمد رجب ونبيل بالسعايدة (ضيف شرف)
- 2010: نجوم الليل (الموسم الثاني)[9] لمديح بالعيد بدور عبد المجيد
- 2012: شوبيك لوبيك لعصام بوقرة وقيس شقير (ضيف شرف)
- 2012: ديبانيني لحاتم بالحاج (ضيف شرف)
- 2013: سكول (الموسم الأول)[10] لزياد اليتيم ورانيا القابسي
- 2013: ليام [11]لخالد البرصاوي بدور خالد
- 2014-2015: ناعورة الهواء لمديح بالعيد بدور وليد
- 2016: الأكابر لمديح بالعيد بدور رشاد (ضيف شرف)
- 2016: بوليس حالة عادية لمجدي السميري
- 2017: الدوامة لنعيم بن رحومة بدور عدنان
- 2019: شورب (الموسم الثاني)[12] لمديح بلعيد

#### البرامج
- 2014: الإنجليزي (الحلقة 19) على قناة تونسنا

### فيديوهات
- 2010: ومضة إشهارية لماركة الطماطم المركزة جودة
- 2010: ومضة إشهارية لماركة الحليب ديليسو التابع لشركة دليس
- 2010: ومضة إشهارية لماركة الجبن فرومي
- 2011: ومضة إشهارية لماركة المقرونة عمر بن عامر
- 2011: ما تضربنيش، حملة توعوية لفائدة الشرطة
- 2015: ومضة إشهارية لفائدة جمعية تونيسبوار من إخراج مديح بالعيد

### المسرحيات
- 2009: مانيفيستو السرور[13] لعلي الدوعاجي والإخراج المسرحي للتوفيق الجبالي

2011: بيضاء الثلج فوق كثبان نفطة لهادية بن جمعة البحيري والإخراج المسرحي لتوفيق الجبالي

## وصلات خارجية
حمدي حدة على موقع IMDB (بالإنجليزية)
حمدي حدة على موقع قاعدة بيانات الأفلام العربية
حمدي حدة على موقع Filmstarts (بالألمانية)